# ピーター・コリンズ
ピーター・ジョン・コリンズ（Peter John Collins、1931年11月6日 - 1958年8月3日）は、イギリスのレーシングドライバー。

## 略歴
裕福な家庭で育ち、父が買い与えた500ccF3レースで頭角を現す。
1952年にHWMからF1にデビュー。デビュー3戦目の第4戦フランスGPでは6位に入っているが、当時入賞は5位までだった為、ポイントは獲得していない。参加した6戦中、このレースを除けば完走しておらず、最終戦のイタリアGPでは予選落ちを喫している。
その後も1953年は前年同様HWM、1954年はヴァンウォール、1955年はマセラティからF1にスポット参戦したが、特筆した成績は残せなかった。

### フェラーリ時代

#### 1956年
1956年、コリンズはフェラーリ・チームのドライバーに抜擢される。これにより一気に飛躍し、第2戦モナコGPではエースのファン・マヌエル・ファンジオとのシェア・ドライブながら2位に入り、初入賞を表彰台で飾る。すると、続く第4戦ベルギーGPでは予選3位から初優勝。第5戦フランスGPでもトップでチェッカーを受け、2連勝を飾った。これらの活躍により、最終戦イタリアGPを迎えた時点では、僅かながらチャンピオン獲得の可能性を残していた。
イタリアGP決勝では、1ポイントでも獲得できればチャンピオンだったファンジオがマシントラブルに見舞われ、ピットイン。これにより、コリンズにタイトル獲得のチャンスが巡ってくることになったが、その後自分がピットインした際、ファンジオに自らのマシンを譲っている。これよりレースに復帰したファンジオは、その後猛烈な追い上げで2位に入り、ジャン・ベーラを抑えてチャンピオンを獲得。コリンズは、このレースで優勝したスターリング・モスに逆転され、ランキング3位でシーズンを終えている。
チームメイトのルイジ・ムッソは地元GPでの優勝を目指し、チームの指示を拒んでファンジオにシートを譲らなかったが、コリンズは「自分は若いからまたチャンスはある」とエースのファンジオに無私の敬意を払った。このGPにおけるコリンズの行為は、「F1草創期における、スポーツマンシップに基づく美談」として、現在でも話題に挙がることがある。

#### 1957年

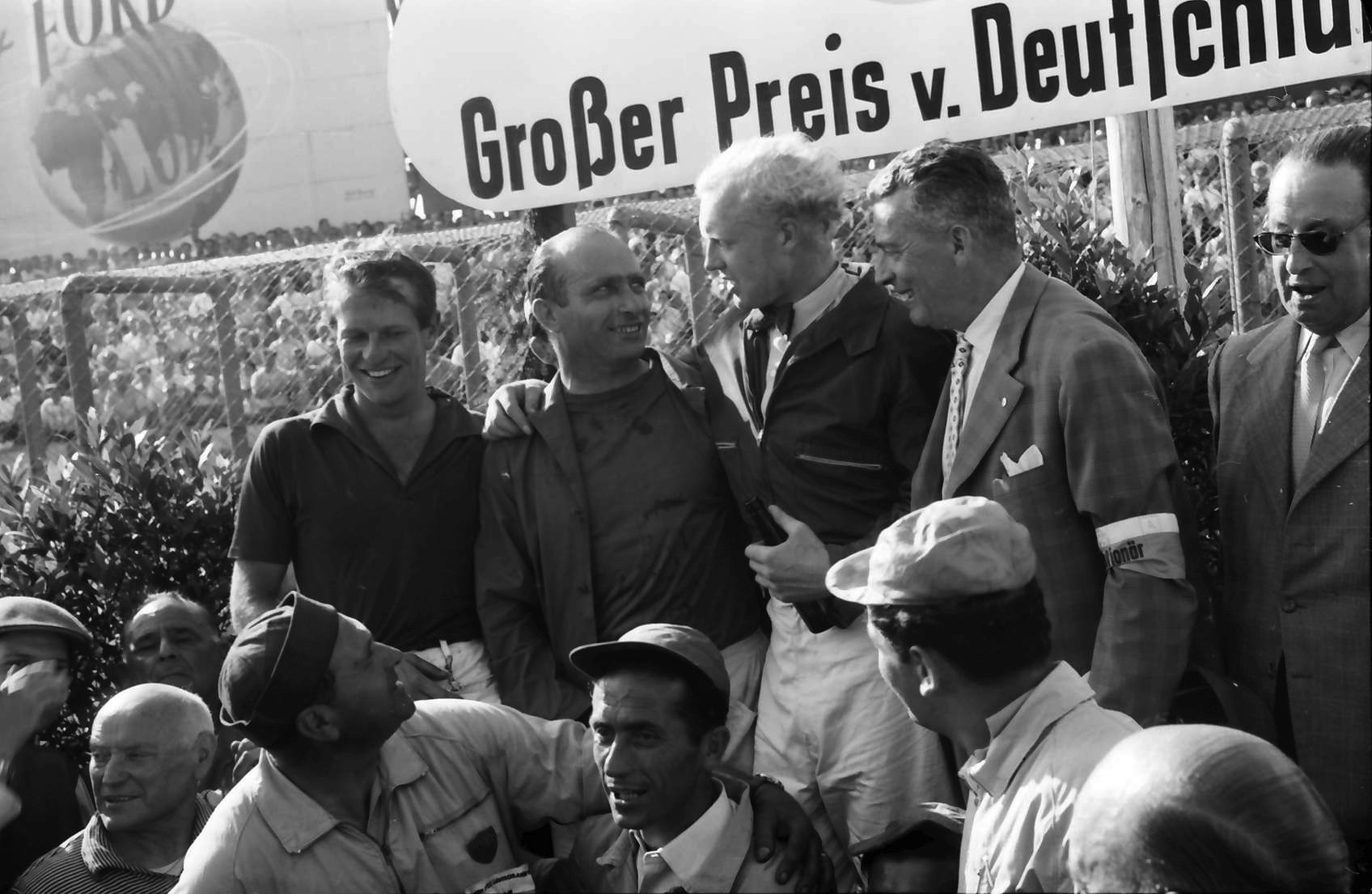
1957年ドイツGPの表彰台。左よりコリンズ、ファンジオ、ホーソン

1957年もフェラーリに残留するが、この年チームは不振に陥り優勝なし、コリンズも最高位は3位（2回）となった。
コース外では、この年アメリカ人の女優ルイーズ・キングと結婚。また、新たにチームに加入したマイク・ホーソンと親しくなり、親密な友好関係を築いた。

#### 1958年
1958年、戦闘力を取り戻したフェラーリ勢は、ホーソンを中心に好調をアピール。コリンズはリタイヤが多かったが、第8戦の地元イギリスGPにて2位のホーソンを24秒引き離して独走し、2年振りの勝利を飾ることとなった。 
しかし、ニュルブルクリンクで開催された第9戦ドイツGPで悲劇が襲う。予選4位からスタートしたコリンズは、トニー・ブルックスのヴァンウォールを追走して2位を走行していたが、11周目のプランツガルテン (Pflanzgarten) でややオーバースピードの状態でコースをはみ出し、横転した車から放り出され、立ち木に激突した。この事故で頭部に致命傷を負ったコリンズは、病院に運ばれた時点で既に息を引き取っていた。コリンズの後方でこの事故を目撃したホーソンはショックを受けてリタイアした。
その後、シーズンはホーソンとモスの争いとなり、最終的にはホーソンが1ポイント差でチャンピオンに輝いた。しかし、親友を失ったホーソンは、自らの病気もあって、この年限りでレースからの引退を決意することとなった。

## 人物
ハンサムで社交的な青年だったコリンズは、フェラーリの総帥エンツォ・フェラーリに気に入られた数少ないドライバーのひとりだった。エンツォの愛息アルフレード・フェラーリ（ディーノ）と仲が良く、1956年6月にディーノが病死したあとは、フェラーリ夫婦から実の息子のように可愛がられた。
コリンズは女優のルイーズ・キングに出会ってすぐ恋に落ち、1週間後にはアメリカに出向いてプロポーズした。ルイーズと親友ホーソンも意気投合し、3人でプライベートを楽しんでいたが、エンツォはそうした充足感がレーサーの腕を鈍らせると感じていたようだった。

## レース戦績

### F1
| 年     | 所属チーム       | シャシー | 1       | 2       | 3       | 4       | 5       | 6       | 7        | 8       | 9       | 10  | 11  | WDC       | ポイント |
| ------ | ---------------- | -------- | ------- | ------- | ------- | ------- | ------- | ------- | -------- | ------- | ------- | --- | --- | --------- | -------- |
| 1952年 | HW モータース    | 52       | SUI Ret | 500     | BEL Ret | FRA 6   | GBR Ret | GER DNS | NED      | ITA DNQ |         |     |     | NC (26位) | 0        |
| 1953年 | HW モータース    | 53       | ARG     | 500     | NED 8   | BEL Ret | FRA 13  | GBR Ret | GER      | SUI     | ITA     |     |     | NC (31位) | 0        |
| 1954年 | ヴァンダーヴェル | Special  | ARG     | 500     | BEL     | FRA     | GBR Ret | GER     | SUI      | ITA 7   | ESP DNS |     |     | NC (34位) | 0        |
| 1955年 | オーウェン       | 250F     | ARG     | MON     | 500     | BEL     | NED     | GBR Ret |          |         |         |     |     | NC (55位) | 0        |
| 1955年 | マセラティ       | 250F     |         |         |         |         |         |         | ITA Ret  |         |         |     |     | NC (55位) | 0        |
| 1956年 | フェラーリ       | 555      | ARG Ret |         |         |         |         |         |          |         |         |     |     | 3位       | 25       |
| 1956年 | フェラーリ       | D50      |         | MON 2*  | 500     | BEL 1   | FRA 1   | GBR 2*  | GER Ret* | ITA 2*  |         |     |     | 3位       | 25       |
| 1957年 | フェラーリ       | D50      | ARG 6*  |         |         |         |         |         |          |         |         |     |     | 9位       | 8        |
| 1957年 | フェラーリ       | 801      |         | MON Ret | 500     | FRA 3   | GBR 4*  | GER 3   | PES      | ITA Ret |         |     |     | 9位       | 8        |
| 1958年 | フェラーリ       | 246      | ARG Ret | MON 3   | NED Ret | 500     | BEL Ret | FRA 5   | GBR 1    | GER Ret | POR     | ITA | MOR | 5位       | 14       |

- * : 同じ車両を使用したドライバーに順位とポイントが配分された。

### ル・マン24時間レース
| 年     | チーム                       | コ・ドライバー     | 使用車両                 | クラス | 周回数 | 総合順位 | クラス順位 |
| ------ | ---------------------------- | ------------------ | ------------------------ | ------ | ------ | -------- | ---------- |
| 1952年 | アストンマーティン・ラゴンダ | ランス・マックリン | アストンマーティン・DB3  | S3.0   | (22hr) | DNF      | DNF        |
| 1953年 | アストンマーティン・ラゴンダ | レグ・パーネル     | アストンマーティン・DB3S | S3.0   | 16     | DNF      | DNF        |
| 1954年 | アストンマーティン・ラゴンダ | プリンス・ビラ     | アストンマーティン・DB3S | S3.0   | 138    | DNF      | DNF        |
| 1955年 | アストンマーティン・ラゴンダ | ポール・フレール   | アストンマーティン・DB3S | S3.0   | 302    | 2位      | 1位        |
| 1956年 | デイヴィッド・ブラウン       | スターリング・モス | アストンマーティン・DB3S | S3.0   | 299    | 2位      | 1位        |
| 1957年 | スクーデリア・フェラーリ     | フィル・ヒル       | フェラーリ・335 S        | S3.0   | 2      | DNF      | DNF        |
| 1958年 | スクーデリア・フェラーリ     | マイク・ホーソーン | フェラーリ・250 TR 58    | S3.0   | 112    | DNF      | DNF        |